# كلينتون جي. برايس
كلينتون جي. برايس (بالإنجليزية: Clinton G. Price)‏ هو سياسي أمريكي، ولد في 3 يناير 1875، وتوفي في 14 أبريل 1930. حزبياً، نشط في الحزب الجمهوري. وقد انتخب عضو جمعية ولاية ويسكونسن.